# Grandeur (esthétique)
Pour les articles homonymes, voir grandeur.
La grandeur d'un objet est en premier lieu sa taille. On parle de grandeur nature quand les dimensions de l'œuvre sont les mêmes que celles de l'objet qu'elle représente. Une œuvre de grande taille est dite monumentale ; il faut un espace approprié pour la voir en entier, faute de quoi, on n'en connaît que les détails (Souriau).
Au sens figuré, la grandeur est la qualité qui fait distinguer un artiste dans sa spécialité, qui le place dans une élite artistique. La grandeur d'une œuvre est « une sorte de noblesse majestueuse » dans lequel la taille matérielle s'associe, soit à la somptuosité, soit à une claire évidence de la structure (Souriau).